# Samovar

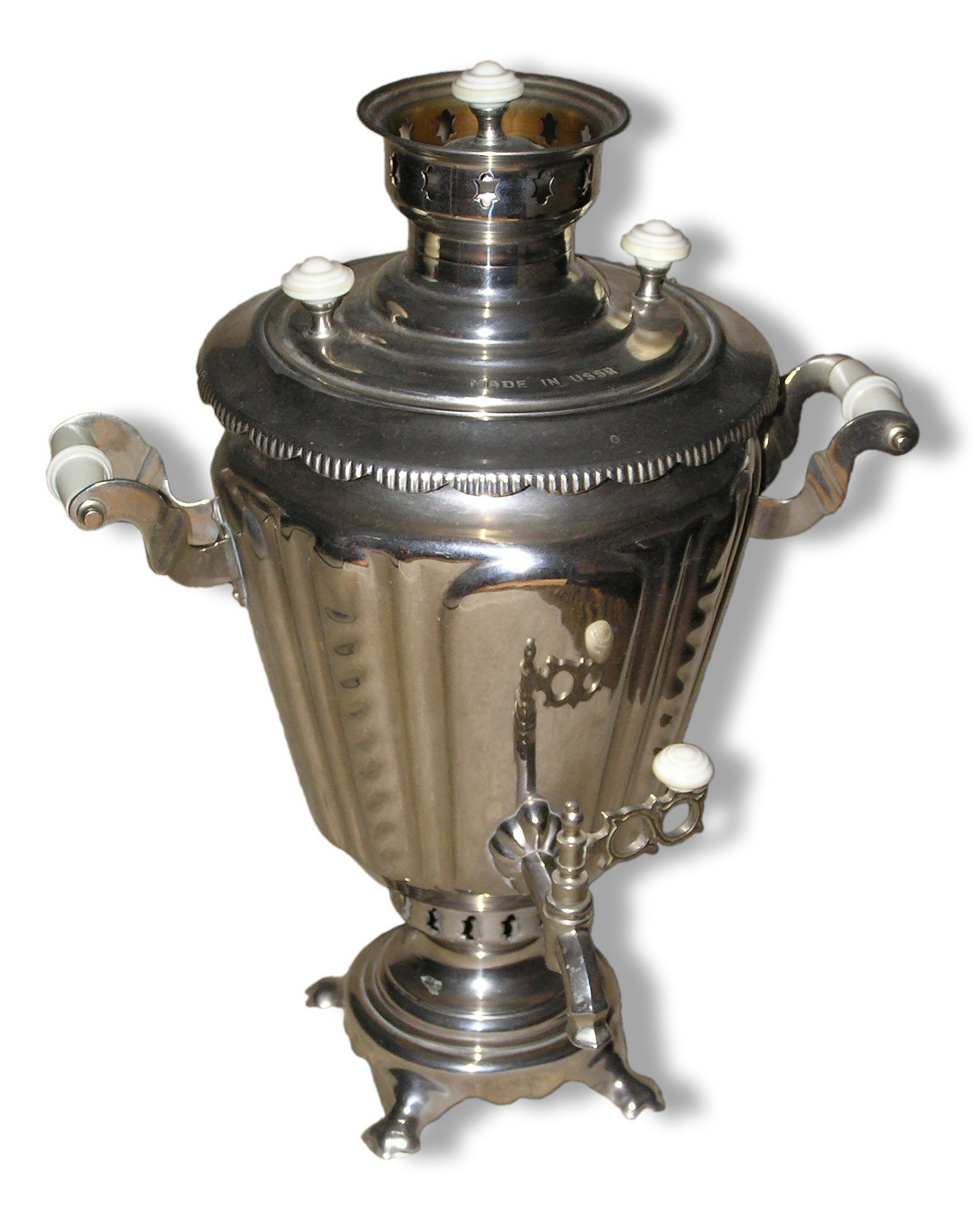
Un samovar dalla tipica forma a cratere

Un samovar (in russo самова́р? ) è un contenitore metallico tradizionalmente usato in Russia ed in altri paesi slavi, in Iran, nel Kashmir e in Turchia per scaldare l'acqua. Poiché l'acqua calda è normalmente usata per la preparazione del tè, molti samovar presentano nella parte alta un alloggiamento atto a sostenere e scaldare una teiera di tè concentrato.
L'origine del samovar è piuttosto controversa: alcuni sostengono che il samovar provenga dall'Asia centrale, mentre altri sostengono che sia stato inventato in Russia visto che in Iran non apparve prima del XVIII secolo e la stessa parola samovar, universalmente utilizzata, è di origine russa.
I samovar tradizionali sono alimentati a carbone o a carbonella, mentre quelli moderni utilizzano l'elettricità e funzionano come un normale distributore d'acqua calda.

## Descrizione

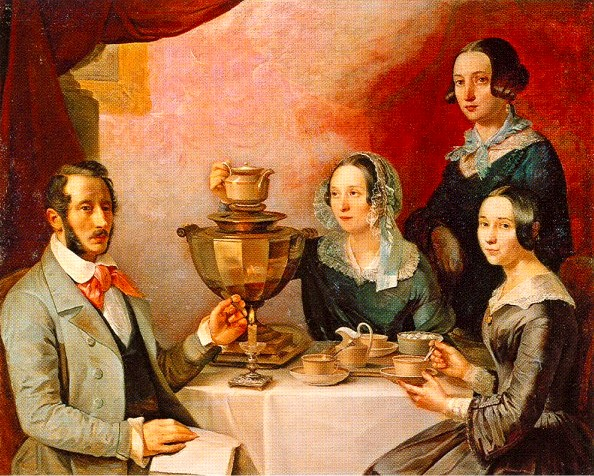
Samovar nella famiglia (1844)

Un samovar tradizionale può avere un aspetto molto diverso a seconda dei tipi: a urna o a cratere, cilindrico, sferico, liscio, dorato o finemente cesellato, ma essenzialmente si tratta di un contenitore metallico munito di rubinetto sulla parte inferiore con all'interno un tubo, sempre metallico, che lo attraversa verticalmente. Il tubo è riempito con del combustibile solido che bruciando scalda l'acqua circostante. In alto un comignolo di 15-20 centimetri ne assicura il tiraggio. La capacità di un samovar varia da un litro a 40 secchi (400 litri).
Una volta acceso, la teiera posizionata in alto è scaldata dai gas caldi in uscita. Nella teiera si prepara lo zavarka (заварка), un tè molto concentrato che viene servito diluito con il kipjatok (кипяток - acqua bollente) in rapporto di circa uno a dieci o comunque a seconda dei gusti.
È adatto qualunque combustibile che bruci lentamente, come la carbonella o le pigne secche. In passato quando non era utilizzato, era mantenuto caldo su fuoco lento, per essere rapidamente ravvivato, con l'aiuto di un mantice, al momento del bisogno. Il samovar era importante in ogni famiglia russa: oltre ad essere un'economica fonte d'acqua calda sempre disponibile rappresentava il focolare domestico. Ai nostri giorni il samovar è ormai associato a una nostalgica e vecchia Russia.

## Storia del samovar in Russia
Il precursore del samovar fu lo sbitennik (сбитенник), un oggetto che serviva per preparare lo sbiten' (сбитень), una bevanda calda a base di miele e spezie. Uno sbitennik somiglia a un bollitore munito di gambe e riscaldato da un tubo e ricorda un samovar.
Intorno alla fine del XVIII secolo, un armaiolo russo, Fëdor Lisicyn, aprì una piccola officina a Tula, una cittadina a sud di Mosca, cuore dell'industria bellica russa. Lisicyn e i suoi due figli, lavorando nel tempo libero, progettarono come costruire in serie il samovar, un insolito oggetto finora realizzato singolarmente dagli artigiani nella regione degli Urali.
L'officina di Lisicyn fu la prima a produrre industrialmente i samovar che ebbero un grande successo, sulla cui onda nacquero numerose altre fabbriche che portarono Tula, negli anni 1830, ad essere la capitale della fabbricazione dei samovar.
Durante il XIX secolo l'uso del samovar divenne molto popolare nelle grandi città come San Pietroburgo e Mosca tanto da diventare inseparabilmente legato alla cultura russa. Grandi della letteratura russa come Puškin, Tolstoj, Gogol', Dostoevskij e Čechov citarono regolarmente il samovar nelle loro opere.
Nella seconda metà del secolo, la fabbricazione dei samovar si diffuse anche a Mosca, San Pietroburgo e in alcune aree industrializzate della Siberia e degli Urali, tuttavia Tula mantenne il suo ruolo di primo piano in questa produzione.
Da allora, quattro sono i modelli divenuti tradizionali: cilindrico, a botte, sferico e a cratere, che ricorda l'antico vaso greco così chiamato.
L'inizio del XX secolo fu segnato da tentativi di innovazione con petrolio, cherosene o benzina, ma non ebbero molto successo sia per il forte odore dei combustibili che per il maggior rischio d'incendio o d'esplosione. Le ferrovie russe ne riconobbero la praticità e, dopo aver prima sperimentato il samovar sulle carrozze lusso della Transiberiana, lo resero ancor più popolare installandolo su tutte le carrozze dei treni a lunga percorrenza. In seguito furono sostituiti gradatamente con bollitori conosciuti in Unione Sovietica come Titani (титан).
I Titani sono dotati di controlli come il livello dell'acqua e la temperatura e spesso sono inseriti in contenitori esteticamente curati. Normalmente installati all'estremità del corridoio sono a disposizione dei viaggiatori che desiderassero dell'acqua calda durante il lungo viaggio.
I tradizionali samovar sopravvivono solo nelle carrozze lusso sotto l'attenta sorveglianza del personale.
Durante la prima guerra mondiale e i seguenti moti della rivoluzione e della guerra civile il design e la tecnologia furono semplificati e adattati all'uso militare. Tipici di questo periodo sono i samovar cilindrici saldati e privi di decorazioni.
Gli anni venti e trenta furono caratterizzati dalla collettivizzazione e industrializzazione stalinista. Le piccole officine che fabbricavano samovar furono integrate in grandi industrie oppure dismesse. La quantità divenne più importante della qualità. Risale a questo periodo la fondazione a Tula della più grande industria per la produzione di samovar: la Štamp (Штамп).
Gli anni cinquanta e sessanta introdussero l'invenzione del samovar elettrico in metallo nichelato. Finiva così il regno fin qui incontrastato del samovar a combustibile solido. Il sottile aroma del fumo lascia il posto ai benefici derivanti dalla facilità d'uso e dalla economicità: si riduce il tempo necessario per la pulizia e per la preparazione del tè, inoltre la nichelatura protegge l'ottone dalla corrosione molto più a lungo. Le famiglie e la ristorazione collettiva adottarono rapidamente la nuova tecnologia, solo le ferrovie rimasero e rimangono fedeli al tradizionale, fumoso samovar a combustibile.
Durante la stagnazione Brezhneviana i samovar non subiscono alcuna modifica, solo in occasione dei giochi olimpici del 1980 ne furono venduti ai visitatori stranieri moltissimi e il samovar ottenne la fama internazionale diventando il simbolo stesso della Russia.
Solo l'ondata capitalistica degli anni novanta ha riacceso l'innovazione. Personale fuoriuscito dalla Štamp ha fondato nuove società che ora si contendono in concorrenza il mercato proponendo nuove soluzioni.

## Samovar a combustibile solido
Gran parte dei samovar di questo tipo hanno la base quadrata munita di quattro gambette che li mantengono sollevati dal piano dei mobili, in modo da non danneggiarli con il calore.
Uno stelo (šeika, шейка) sorregge la camera di ventilazione che, munita lungo il perimetro di una serie di aperture, permette all'aria di alimentare la combustione. L'insieme della base e dello stelo si chiama poddon (поддон).
La caldaia montata sopra racchiude all'interno uno spesso tubo (truba, труба) che costituisce la camera di combustione. Il fondo di questo tubo è separato dalla camera di ventilazione da una piccola griglia (kolosnik, колосник) che sorregge il combustibile.
Dalla parte inferiore della caldaia sporge un piccolo rubinetto (kran, кран) composto da tre parti: una rondella decorata (repeëk, репеёк) a contatto con la caldaia che assicura la stabilità del montaggio, la cannella più o meno decorata e una valvola munita di leva (vetka, ветка). La valvola è formata da un tronco di cono forato trasversale; nelle due posizioni estreme la valvola è chiusa, mentre in posizione centrale l'acqua defluisce attraverso il foro. Il peso stesso della valvola e del manico mantiene l'assieme: per smontarlo basta estrarlo tirando verso l'alto.
Sul coperchio della caldaia due piccoli manici chiamati coni (šiški, шишки) permettono di maneggiarlo anche caldo. Dei piccoli buchi (dušniki, душники) permettono l'uscita del vapore: impedisce alla caldaia di andare in pressione ed esplodere e contemporaneamente riscalda la teiera.
Il tutto è sormontato da un supporto, simile a una corona spesso finemente decorato, per la teiera chiamato konforka (конфорка) o kamforka (камфорка).
Infine il samovar ha due accessori, un coperchio e una estensione del camino che possono essere montati alternativamente all'uscita del tubo di riscaldamento.

## Samovar elettrico
I samovar elettrici normalmente mantengono l'aspetto tradizionale, ma sono immediatamente riconoscibili perché al posto dei fori di ventilazione presentano una presa di corrente.
Il caratteristico tubo in cui si bruciava il combustibile è sostituito da una resistenza elettrica a spirale posta all'interno della caldaia. L'assenza del camino ha permesso di posizionare i fori di sfiato del vapore al centro, posizione più adatta per il riscaldamento della teiera.
In alcuni modelli un galleggiante spegne la resistenza quando questa non è più sommersa dall'acqua. Oltre a questo l'unica parte mobile è il rubinetto.

## Come usare un samovar
Al giorno d'oggi i samovar a combustibile sono oggetti da utilizzare esclusivamente all'aperto.
La prima operazione da fare è pulirlo completamente: un samovar ben tenuto e lustrato è un segno di grande ospitalità e mostra riguardo verso l'ospite. Riempita la caldaia con acqua, inserire un vassoio sotto il samovar, per evitare che acqua, cenere o lapilli eventualmente caduti danneggino il tavolo. Si introduce ora il combustibile. I Russi, in alternativa alla carbonella, usano tradizionalmente pigne secche che aggiungono al tè un leggero aroma di resina. Se si utilizza del carbone di legna è importante che non sia trattato. I pezzi in carbone compresso esistenti in commercio producono troppo calore e potrebbero danneggiare il samovar specialmente se il livello dell'acqua diventasse troppo basso.
Indipendentemente dal combustibile utilizzato è necessario accenderlo. La tradizione vuole che si utilizzino cortecce di betulla o piccoli ramoscelli secchi d'abete chiamati pautina (ragnatela). Durante il periodo sovietico un popolare detto (humor russo) diceva che la Pravda, il giornale del partito comunista, fosse particolarmente adatto ad essere usato come esca. In ogni caso la carta è più che adatta; in alternativa utilizzare braci ardenti prelevandole con le pinze da un caminetto o da un braciere. Una volta innescata la combustione ravvivare il fuoco ventilando, poi collegare la prolunga del camino e attendere che l'acqua bolla. Con un fuoco intenso, quattro litri d'acqua possono essere portati all'ebollizione in 20 minuti. Per diminuire l'intensità della fiamma sostituire la prolunga del camino con il coperchio, per aumentare il calore occorre invece ventilare.
I samovar elettrici invece possono essere utilizzati anche all'interno perché necessitano solo di una presa di corrente. Se il samovar non è munito di un interruttore di minimo livello, assicurarsi che l'intera resistenza sia coperta dall'acqua prima di accenderlo. Una volta che l'acqua è in ebollizione versare il contenuto della teiera posta sopra il samovar che conterrà il tè concentrato nelle tazze e allungarlo con l'acqua bollente che è presente dentro il samovar stesso utilizzando il rubinettino che è presente frontalmente.

## Samovar in Iran
In Iran, dove i samovar sono diffusi da almeno due secoli, ovunque sono ancora utilizzati samovar elettrici oppure alimentati con olio o gas naturale. I samovar, o samāvar come si pronuncia in persiano, originariamente furono importati dalla Russia, poi gli artigiani iraniani li produssero in proprio secondo i dettami dell'arte persiana. Borūjerd, città situata nell'Iran occidentale, ne divenne il principale centro di produzione e ancor oggi alcune officine producono samovar artigianalmente. I migliori samovar di Borujerd sono costruiti con argento tedesco e appartengono alla famosa arte Varsho-Sazi spesso mostrata nei musei dell'Iran e dei paesi occidentali come esempio di arte iraniana.